# Hardwick (Minnesota)
Hardwick é uma cidade localizada no estado americano de Minnesota, no Condado de Rock.

## Demografia
Segundo o censo americano de 2000, a sua população era de 222 habitantes.
Em 2006, foi estimada uma população de 208, um decréscimo de 14 (-6.3%).

## Geografia
De acordo com o United States Census Bureau tem uma área de
4,5 km², dos quais 4,5 km² cobertos por terra e 0,0 km² cobertos por água.

## Localidades na vizinhança
O diagrama seguinte representa as localidades num raio de 16 km ao redor de Hardwick.